# Happy birthday !
Pour les articles homonymes, voir Happy Birthday.
Happy birthday ! (Resurrection Night!) est un album de bande-dessinée regroupant trois comics de Batman écrits par plusieurs auteurs. Le récit principal a été publié par DC Comics en 1986 pour le 400e numéro du mensuel "Batman".

## Histoire

### Resurrection Night!
L'histoire est divisée en plusieurs chapitres qui sont chaque fois dessinés par des auteurs différents : John Byrne, Steve Lightle et Bruce D. Patterson, George Perez, Paris Cullins et Larry Mahlstedt, Bill Sienkiewicz, Art Adams et Terry Austin, Tom Sutton et Ricardo Villagran, Steve Leialoha, Joe Kubert, Ken Steacy, Rick Leonardi et Karl Kesel, Brian Bolland. Le scénario est de Doug Moench. 20 pages

### Merci, quand même!
Dessin : Bob Smith, scénario : Harlan Ellison. 15 pages

### Le Ciel hanté
Dessin : Alex Toth, scénario : Archie Goodwin. 11 pages

## Personnages
- Batman
- Robin
- Ra's al Ghul
- James Gordon
- Talia al Ghul
- Catwoman
- Alfred Pennyworth

## Édition française
- Happy birthday ! (Comics USA, Collection Super Héros #20, 1989)